# Geron robertsi
Geron robertsi är en tvåvingeart som beskrevs av Neal L. Evenhuis 1979. Geron robertsi ingår i släktet Geron och familjen svävflugor.
Artens utbredningsområde är New South Wales. Inga underarter finns listade i Catalogue of Life.